# Blonde (2001)
Blonde é um telefilme estadunidense de 2001, do gênero drama biográfico, dirigido por Joyce Chopra.
Trata-se de uma biografia romantizada de Marilyn Monroe (Poppy Montgomery), contando sua infância, a carreira na Twentieth Century Fox, o relacionamento com a mãe, com os pais adotivos e os casamentos com o jogador de beisebol Joe DiMaggio e o dramaturgo Arthur Miller.[carece de fontes?]

## Elenco

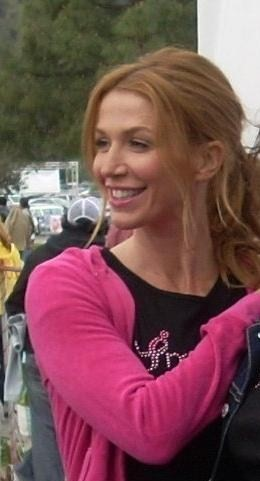
Poppy Montgomery interpretou a protagonista

- Poppy Montgomery... Norma Jean Baker / Marilyn Monroe
- Patricia Richardson... Gladys Baker
- Patrick Dempsey... Cass (Charles Chaplin Jr.)
- Wallace Shawn... I.E. Shinn
- Eric Bogosian... Otto Ose
- Niklaus Lange... Bucky Glazer
- Richard Roxburgh... Sr. R
- Jensen Ackles... Eddie G. (Edward G. Robinson Jr.)
- Ann-Margret... Della Monroe
- Kirstie Alley... Elsie
- Tony Harvey... Sr. Pearce
- Trisha Noble... Dr. Mittelstadt
- Griffin Dunne... O dramaturgo
- Titus Welliver... O jogador de beisebol
- Skye McCole Bartusiak... Norma Jean Baker jovem

## Recepção
No agregador de críticas Rotten Tomatoes, na pontuação onde a equipe do site categoriza as opiniões da grande mídia e da mídia independente apenas como positivas ou negativas, tem um índice de aprovação de 60% calculado com base em 5 comentários dos críticos. Por comparação, com as mesmas opiniões sendo calculadas usando uma média aritmética ponderada, a nota alcançada é 3,3/10.
Steven Oxman, da Variety, considerou que a abordagem de Blonde como uma obra de ficção, em vez de uma recontagem "baseada em eventos reais", permitia aos criadores "ser muito mais imaginativos em suas suposições sobre os pensamentos privados dos personagens" do que trabalhos semelhantes.